# 推敲可能性模型

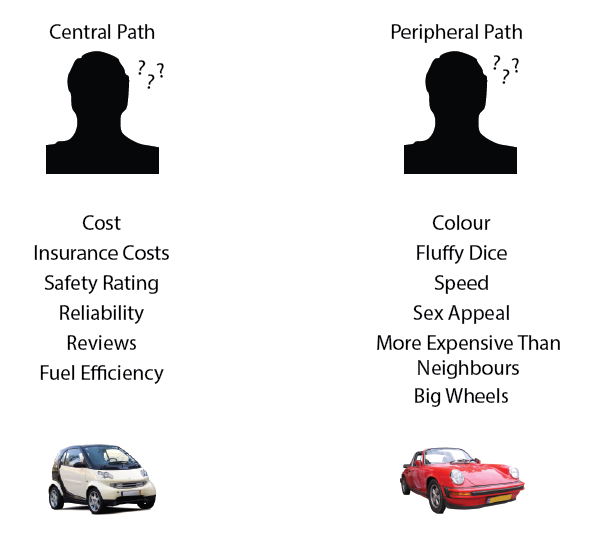
推敲可能性模型途徑

推敲可能性模型（英語：Elaboration Likelihood Model，縮寫：ELM），或稱為慎思可能模式、詳盡可能性模型、精细可能性模型，是一種面對說服時態度是如何改變的雙重歷程理論，由心理学家Richard Petty和John Cacioppo於1986年提出。“推敲可能性”意謂個人對於議題攸關的資訊仔細思量、慎思熟慮的程度。個人由於“動機”以及“能力”的不同，對於資訊會有不同的處理方式。人們對不同的事情思考及做決定的方式、人們蒐集資訊及對消息來源評估的過程也會有所不同。
Petty & Cacioppo 兩人證實：越和人們有關的議題，人們越仰賴事實論據，較不輕易相信消息來源；反之，低相關的議題，人們就越容易仰賴消息來源，不太在乎事實論證是否周全。

## 核心理论
ELM的核心理论包括四个主要观点：
思考深度不同：人们接触信息时会有不同的思考深度，从浅层思考到深度思考，受动机、能力和机会影响。
心理变化过程：思考深度影响心理变化的方式。浅层思考通过简单机制（如条件反射）发生，深度思考则涉及更多分析。
态度的影响力：深度思考产生的态度更持久，能更好地抵抗劝说，影响行为，而浅层思考的态度较弱。
变量的多重作用：在劝说中，相同的变量可扮演不同角色，具体作用取决于思考的深度。

## 途径理论
推敲可能性模型认为信息处理的两种极端方式为中心途径（central route，中央路徑、中枢路径或核心途径）以及外围途径（peripheral route，邊陲路徑、边缘路径或周邊路徑）。

### 中央途径
個人具有傑出的能力和強烈的動機時，个人会考虑和推敲劝说情况中的各个方面，并对论点的合理性进行深度分析，以决定是否改变对事物的态度。

### 邊陲路徑
個人之動機不強與能力相對較弱時，个人会满足于当前的认知，不愿耗费更多精力对信息加以分析，更容易被表观特征（如说客的可信度与专业程度）所说服。

### 途径选择
當涉入程度（Involvement）高時，處理資訊時傾向於採用中央路徑的模式，亦即根據資訊的內容，經過審慎思考之後做出決策。因此涉入程度高者因為認知的改變，而產生了信念與態度改變，最後導致行為改變。而當涉入程度低時，則會傾向於根據事物的周邊屬性与外在線索進行資訊處理。因此涉入程度低者信念改變後，先改變了行為，最後才導致態度的轉變。